# San Juan de Plan
San Juan de Plan – gmina w Hiszpanii, w prowincji Huesca, w Aragonii, o powierzchni 55,53 km². W 2011 roku gmina liczyła 162 mieszkańców.